# Nacka
Nacka (pronunciación en sueco: /ˈnâkːa/ (escucharⓘ)) es la sede municipal del Municipio de Nacka y parte del área urbana de Estocolmo en Suecia. El nombre del municipio se remonta a una operación industrial del siglo XVI establecida por la Corona en la granja de Nacka, donde las condiciones para los molinos de agua son buenas. Sin embargo, y de forma algo confusa, ese lugar no está densamente poblado en la actualidad y la sede municipal se encuentra en los terrenos que en su día pertenecieron a la alquería de Järla, al otro lado del lago Järla.

## Incidente
El 9 de diciembre de 2014, la policía de Estocolmo allanó un centro de datos en un antiguo refugio antibombas situado bajo una colina en el municipio de Nacka. Aunque se rumoreó que la redada tenía como objetivo el popular sitio de torrents The Pirate Bay, funcionarios de The Pirate Bay han revelado que esto es falso.